# Otto von Schirach
Otto von Schirach est un musicien et DJ américain d'IDM et de breakcore.

## Biographie
D'origine cubaine et allemande, il grandit dans le quartier de Little Havana, à Miami, et incorpore fortement des éléments de Miami bass dans sa musique. Il commence comme DJ dans des soirées privées pendant les années 1990 et commence à composer sa propre musique. En 2001, il sort son premier album, 8000 B.C., sur son propre label Triangle Earth.
Von Schirach a un fils né en 2016.

## Discographie

### Albums studio
- 2001 : 8000 B.C. (Triangle Earth/Schematic)[4],[5]
- 2001 : Escalo Frio (Schematic)[6],[7],[8],[9]
- 2004 : Global Speaker Fisting (Schematic)[10],[11]
- 2006 : Maxipad Detention (Ipecac Recordings)[12],[13],[14],[15],[16]
- 2006 : Pimps of Gore (collaborative album avec Gut) (Supreme Chaos)
- 2007 : Spine Serpents from Sperm Island (Palm Tree Snuff & Santa Barbara Records)
- 2008 : Oozing Bass Spasms (Cock Rock Disco)
- 2009 : Magic Triangle
- 2012 : Supermeng (Monkeytown)[17],[18],[19],[20],[21],[22],[23],[24],[25]

### Singles et EP
- 2002 : Boombonic Plague (Schematic)
- 2002 : Chopped Zombie Fungus Vol 2 Pelican Moondance (Schematic)[26]
- 2003 : Sduisant Lollipop / Swimming Is Great If You Aren't Drowning (Imputor?)
- 2003 : El Golpe Avisa (Rice and Beans)
- 2006 : Pukology (Imputor?)
- 2009 : Bass Low / Bass Galactica 8 (Basshead)
- 2018 : Draculo (Monkeytown)
- 2021 : Ottobrus (avec Qebrus) (Triangle Earth)